# ヤヤ・トゥーレ
ニェニェリ・ヤヤ・トゥーレ（Gnégnéri Yaya Touré, 1983年5月13日 - ）は、コートジボワール・ブアケ出身の元サッカー選手。サッカー指導者。現役時代のポジションはMF。
アーセナルなどに在籍していたコロ・トゥーレは兄。元サッカー選手のイブラヒム・トゥーレ(2014年にガンのため死去。28歳没)は弟であった。
コートジボワールの一民族であるマンデ系の出身であり、この民族は氏名を欧州式の名→姓の順ではなく、日本人などと同じように姓→名の順に呼称する。このため2007年から、登録名を民族の表記順に則った「トゥーレ・ヤヤ（Touré Yaya)」に変更しており、こちらの表記で呼ばれることも多い。なお兄のコロは欧州式の「コロ・トゥーレ」名義のままプレーし続けており、ヤヤのみが姓→名の表記順を採用している。

## 経歴

### 初期の経歴
1996年、長年の師であるパトリック・ファン・ライエンダムの推薦でASECミモザのユースアカデミーに入団した。2000年にトップチームデビューし、2001年にベルギー・ジュピラーリーグのKSKベフェレンに移籍して2シーズン半を過ごした。その後はウクライナのメタルルグ・ドネツクで1シーズン半プレーし、2005年にギリシャ・スーパーリーグのオリンピアコスFCに移籍した。オリンピアコスFCと契約する前には兄のコロが在籍するイングランドのアーセナルFCのトライアルを受けていたが、労働許可証の問題からアーセナルFC加入は実現しなかった。2006 FIFAワールドカップ・アフリカ予選には兄コロとともに出場し、カメルーンを抑えて本大会出場権を獲得した。本大会出場メンバーにも選出されて十分な存在感を見せつけたが、「死の組」と言われたC組に入った事もあってグループリーグ突破はならなかった。

### ASモナコ
2006 FIFAワールドカップ後の2006年8月14日、推定移籍金450万ユーロでフランスのASモナコと4年契約を交わした。2006-07シーズン序盤はラズロ・ボロニ監督との不仲も囁かれて不調に陥ったものの、ローラン・バニド監督の就任後は安定したパフォーマンスを発揮した。

### FCバルセロナ

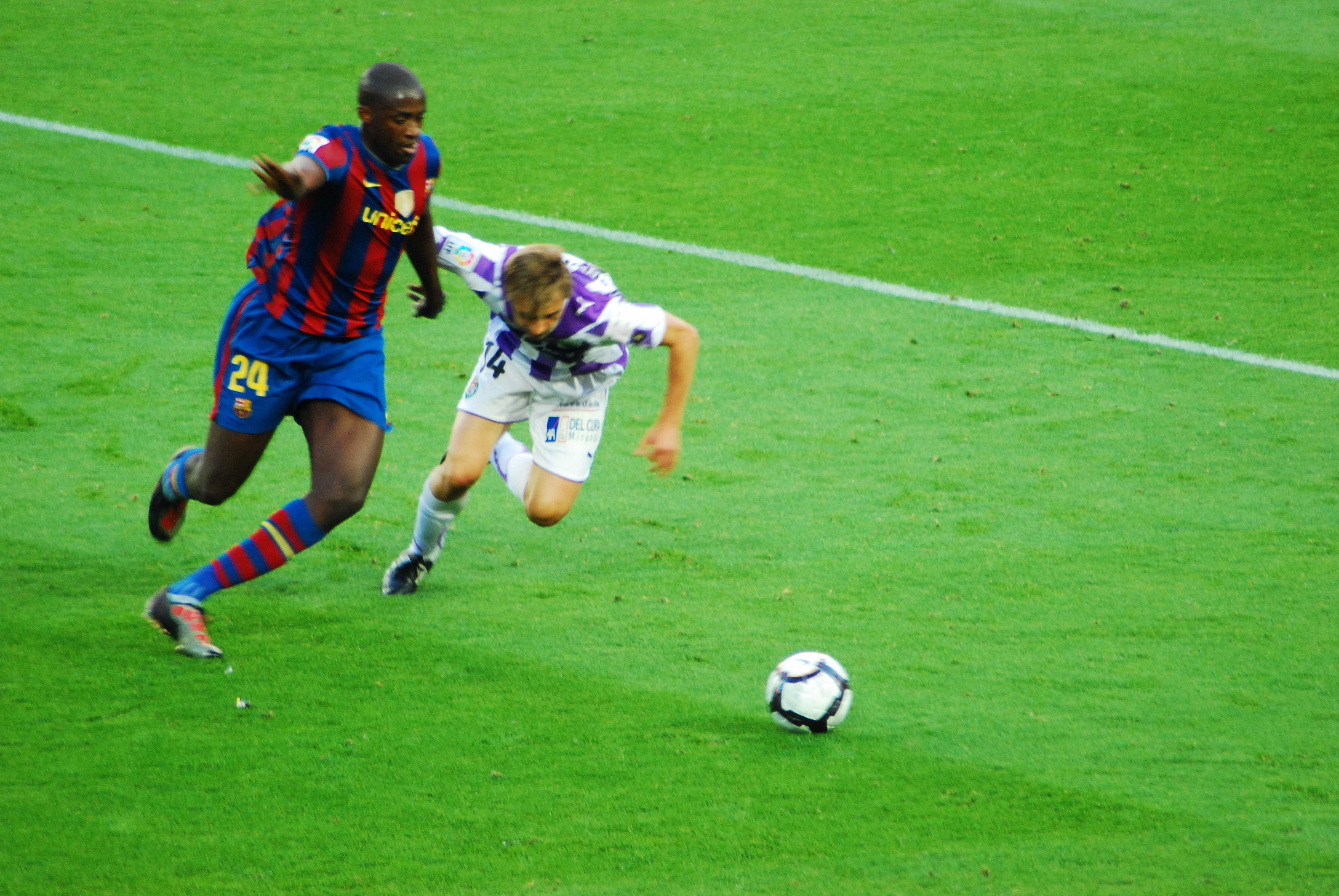
FCバルセロナでプレーするヤヤ・トゥーレ

2007年7月1日、スペインのFCバルセロナに移籍金900万ユーロで移籍し、登録名をヤヤ・トゥーレ (Yaya Touré) からトゥーレ・ヤヤ (Touré Yaya) に変更。FCバルセロナに所属する初のコートジボワール人選手になった。同年夏のジョアン・ガンペール杯はインテルと争い、先制点を挙げて5-0でのトロフィー獲得に貢献した。8月26日のリーグ開幕戦・ラシン・サンタンデール戦でデビューした。公式戦での初得点は9月2日のアスレティック・ビルバオ戦であり、UEFAチャンピオンズリーグでの初得点は2007-2008シーズン準々決勝のシャルケ04戦である。2007-08シーズンは主にMFシャビ・エルナンデスとMFアンドレス・イニエスタの後ろで中盤のバランスをとるポジションで起用された。

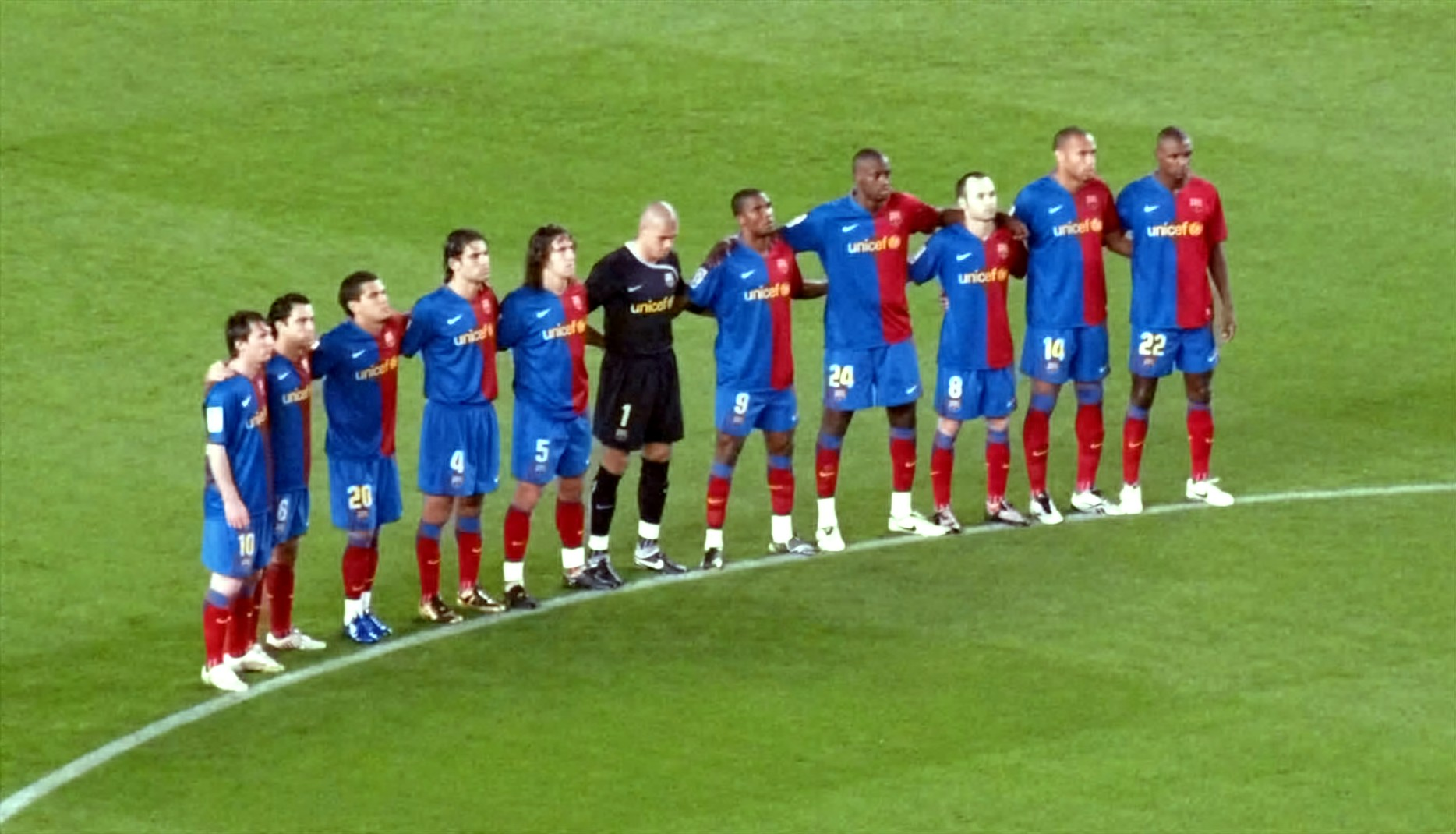
FCバルセロナでプレーするヤヤ・トゥーレ（右から4番目）

2008年に就任したジョゼップ・グアルディオラ監督はヤヤに代えてMFセルヒオ・ブスケツを中盤の底に置くことを好んだため、2008-09シーズン以降は出場機会が減少したが、2008-09シーズンの3冠獲得に貢献した。同シーズンのUEFAチャンピオンズリーグ決勝・マンチェスター・ユナイテッドFC戦ではエリック・アビダルやダニエウ・アウヴェスが出場停止処分を受けてディフェンス陣が手薄になっていたことから本職ではないセンターバックとしてプレーしたが、無失点に抑えて優勝に貢献した。クラブでの功績が評価されて2009年にはコートジボワール最優秀選手に選ばれた。

### マンチェスター・シティFC
2010年7月2日、移籍金約2400万ポンドでイングランドプレミアリーグのマンチェスター・シティFCと5年契約を結んだ。週給は22万ポンドに設定され、アフリカ出身の選手としてはプレミアリーグ最高年俸となった。なお、マンチェスター・シティには2009年より兄のコロも在籍している。バルセロナで着けていた背番号24番はパトリック・ヴィエラが既に着けていたため、24番を反対にした背番号42番を割り当てられた。7月28日、メキシコのクラブ・アメリカとのプレシーズンマッチでデビューし、1-1(PK4-1)で勝利した。8月7日のバレンシアCF戦でホームの観客に顔を見せ、その試合でマン・オブ・ザ・マッチに選ばれた。8月14日にホワイト・ハート・レーンで行われたトッテナム・ホットスパーFC戦（0-0）でリーグ戦デビューし、1週間後のリヴァプールFC戦（3-0）ではギャレス・バリー、ナイジェル・デ・ヨングとともに中盤を形成し、好印象を与えた。9月19日のウィガン・アスレティックFC戦で70分にFWカルロス・テベスのアシストから初得点を挙げた。12月11日のウェストハム・ユナイテッドFC戦では前半に左足のミドルシュートで先制点を決め、後半にはドリブル突破からシュートを放ち、ゴールポストとロバート・グリーンに当たってゴールネットを揺らした。2011年1月15日のウルヴァーハンプトン・ワンダラーズFC戦ではFWエディン・ジェコのアシストから得点し、4-3で競り勝った。4月16日のマンチェスター・ユナイテッドFCとのFAカップ準決勝では両チーム唯一の得点となる決勝点を挙げ、マン・オブ・ザ・マッチに選出された。ストーク・シティFCとの決勝でも同じく1-0での決勝ゴールを挙げ、マンチェスター・シティの35年ぶりのタイトル獲得に貢献した。このシーズンはロベルト・マンチーニの下でトップ下として起用され、バルサ時代より攻撃的なプレーが多くなった。チームではカルロス・テベスに次ぐ合計10得点を記録。リーグ戦では35試合に先発出場し8得点を決め、シティの初のチャンピオンズリーグ出場権獲得に貢献した。
2011年12月22日にはシティでの活躍が評価され、アフリカ年間最優秀選手賞を受賞した。2012年12月21日にはシティを44年ぶりのリーグ優勝に導いたことや、アフリカネイションズカップでコートジボワール代表を準優勝に導いたことが評価され、2年連続のアフリカ年間最優秀選手賞を受賞した。2014年6月、アメリカの経済誌フォーブスは世界のアスリートの年収を公表した。ヤヤ・トゥーレの年収は2170万ドルであり、世界のアスリートの中で59位。アフリカ出身のアスリートとしては1位であり、サッカー選手の中では9位である。
2013-14シーズンはキャリアハイを大きく上回るパフォーマンスを披露し、プレミアリーグとカップ戦2冠に大きく貢献した。得点数はチーム最多でリーグ全体でも3位となる20ゴールを記録。これはMFとしては稀に見る記録である。2014年夏には自分の誕生日を祝ってもらえなかったとして移籍を志願。しかし、これは年俸つり上げのためだったという見方も多く、結局残留した。
2015年1月9日、アフリカ年間最優秀選手を4年連続で受賞した。これは、カメルーンのサミュエル・エトーと並んで歴代トップタイとなっている。
2016年9月20日、代表引退を表明したが、これは2017年12月26日に撤回された。
2016-17シーズンよりグアルディオラが監督に就任、当初チャンピオンズリーグのメンバーリストから除外された。またヤヤの代理人が、グアルディオラを批判した為、代理人がグアルディオラに謝罪をしない限りヤヤを起用しないと、グアルディオラは明言。しばらくは全く起用されない時期が続いた。数週間後ヤヤが直接謝罪をすると、11月16日のクリスタル・パレス戦でスタメンにサプライズ起用され、いきなり2ゴールを決める活躍を見せた。その後はレギュラーとしてプレー、2017年6月1日チームとの契約を1年延長した。
2017年9月20日、リーグカップのウェスト・ブロムウィッチ・アルビオンFC戦で通算300試合に出場した。
2018年5月4日、グアルディオラのリーグ戦ハダーズフィールド・タウンFC戦前の記者会見において、クラブ在籍中の実績への賞賛の言葉と共にマンチェスター・シティ退団が発表された。ホーム最終戦となるブライトン・アンド・ホーヴ・アルビオンFC戦前のグアルディオラの記者会見でも、クラブでの実績とロッカールームでの振る舞いについて賞賛された。

### オリンピアコス
2018年9月2日、オリンピアコスFCに加入。しかし、わずか5試合のみの出場にとどまり12月に退団した。

### 青島黄海
2019年7月3日、中国甲級リーグ（中国2部）の青島黄海に加入。同クラブのスーパーリーグ（1部）昇格に貢献した。

## 人物・エピソード
- 2016年11月29日、飲酒しているにも関わらずアウディを運転したとして、ロンドン東部にて検挙された。当時、基準値の2倍以上となるアルコール量が計測されたという。トゥーレはその後、保釈金を支払って保釈されたものの、この日に裁判所に出廷した。裁判においては「私はイスラム教徒で飲酒していないことはよく知られており、いつもアルコールを拒否している」と主張し、飲酒運転の事実を否定した。また、トゥーレは酒だと知らずにダイエットコーラを飲んだだけだと語ったという。結局、トゥーレには罰金54000ポンド(約780万円)及び18ヶ月間の運転禁止処分が通達された[40]。
- 2017年5月24日、同月22日に発生したマンチェスター・アリーナに於ける爆発物事件の犠牲者に対し、代理人と共に10万ポンド（当時約1450万円）を寄付[41]。

## 個人成績
| クラブ                 | シーズン     | リーグ             | リーグ | リーグ | 国内カップ | 国内カップ | リーグカップ | リーグカップ | ヨーロッパ | ヨーロッパ | その他 | その他 | 合計 | 合計   |
| クラブ                 | シーズン     | ディビジョン       | 試合   | ゴール | 試合       | ゴール     | 試合         | ゴール       | 試合       | ゴール     | 試合   | ゴール | 試合 | ゴール |
| ---------------------- | ------------ | ------------------ | ------ | ------ | ---------- | ---------- | ------------ | ------------ | ---------- | ---------- | ------ | ------ | ---- | ------ |
| KSKベフェレン          | 2001-02      | ジュピラー         | 28     | 0      |            |            | —            | —            |            |            | —      | —      | 28   | 0      |
| KSKベフェレン          | 2002-03      | ジュピラー         | 30     | 3      |            |            | —            | —            |            |            | —      | —      | 30   | 3      |
| KSKベフェレン          | 2003-04      | ジュピラー         | 12     | 0      |            |            | —            | —            |            |            | —      | —      | 12   | 0      |
| KSKベフェレン          | 合計         | 合計               | 70     | 3      |            |            | —            | —            |            |            | —      | —      | 70   | 3      |
| メタルルグ・ドネツク   | 2003-04      | ヴィーシャ・リーハ | 11     | 1      |            |            | —            | —            | 0          | 0          | —      | —      | 11   | 1      |
| メタルルグ・ドネツク   | 2004-05      | ヴィーシャ・リーハ | 22     | 2      |            |            | —            | —            | 4          | 1          | —      | —      | 26   | 3      |
| メタルルグ・ドネツク   | 合計         | 合計               | 33     | 3      |            |            | —            | —            | 4          | 1          | —      | —      | 37   | 4      |
| オリンピアコスFC       | 2005-06      | アルファ・エスニキ | 20     | 3      |            |            | —            | —            | 6          | 0          | —      | —      | 26   | 3      |
| ASモナコ               | 2006-07      | リーグ・アン       | 27     | 5      | 0          | 0          | 1            | 0            | —          | —          | —      | —      | 28   | 5      |
| FCバルセロナ           | 2007-08      | プリメーラ         | 26     | 1      | 3          | 0          | —            | —            | 9          | 1          | —      | —      | 38   | 2      |
| FCバルセロナ           | 2008-09      | プリメーラ         | 25     | 2      | 6          | 1          | —            | —            | 12         | 0          | —      | —      | 43   | 3      |
| FCバルセロナ           | 2009-10      | プリメーラ         | 23     | 1      | 1          | 0          | —            | —            | 8          | 0          | 5      | 0      | 37   | 1      |
| FCバルセロナ           | 合計         | 合計               | 74     | 4      | 10         | 1          | —            | —            | 29         | 1          | 5      | 0      | 118  | 6      |
| マンチェスター・シティ | 2010-11      | プレミアリーグ     | 35     | 6      | 7          | 3          | 0            | 0            | 8          | 1          | —      | —      | 51   | 10     |
| マンチェスター・シティ | 2011-12      | プレミアリーグ     | 32     | 6      | 0          | 0          | 0            | 0            | 9          | 3          | 1      | 0      | 42   | 9      |
| マンチェスター・シティ | 2012-13      | プレミアリーグ     | 32     | 6      | 4          | 1          | 0            | 0            | 5          | 1          | 1      | 1      | 42   | 9      |
| マンチェスター・シティ | 2013-14      | プレミアリーグ     | 35     | 20     | 4          | 0          | 3            | 3            | 7          | 1          | —      | —      | 49   | 24     |
| マンチェスター・シティ | 2014-15      | プレミアリーグ     | 29     | 10     | 1          | 0          | 2            | 1            | 5          | 1          | 1      | 0      | 37   | 12     |
| マンチェスター・シティ | 2015-16      | プレミアリーグ     | 32     | 6      | 0          | 0          | 5            | 1            | 10         | 1          | —      | —      | 47   | 8      |
| マンチェスター・シティ | 2016-17      | プレミアリーグ     | 25     | 5      | 4          | 2          | 0            | 0            | 2          | 0          | —      | —      | 31   | 7      |
| マンチェスター・シティ | 2017-18      | プレミアリーグ     | 10     | 0      | 0          | 0          | 4            | 0            | 3          | 0          | —      | —      | 17   | 0      |
| マンチェスター・シティ | 合計         | 合計               | 230    | 59     | 20         | 6          | 14           | 5            | 49         | 8          | 3      | 1      | 316  | 79     |
| キャリア通算           | キャリア通算 | キャリア通算       | 454    | 77     | 30         | 7          | 15           | 5            | 88         | 10         | 8      | 1      | 595  | 100    |

## 代表歴

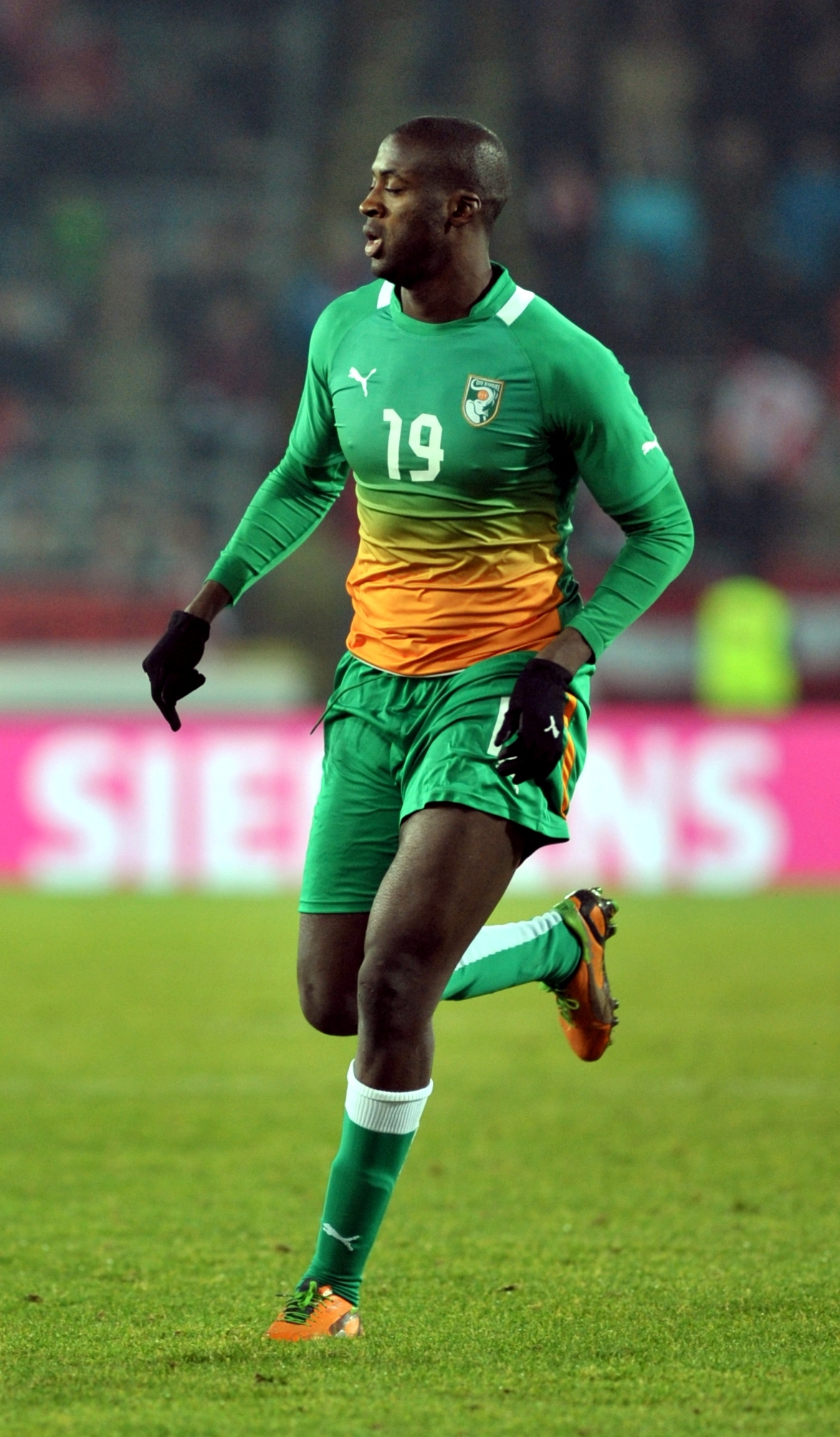
コートジボワール代表でプレーするヤヤ・トゥーレ

### 出場大会
- 2006年 - アフリカネイションズカップ2006（準優勝）
- 2006年 - 2006 FIFAワールドカップ
- 2008年 - アフリカネイションズカップ2008（4位）
- 2010年 - アフリカネイションズカップ2010
- 2010年 - 2010 FIFAワールドカップ
- 2012年 - アフリカネイションズカップ2012（準優勝）
- 2013年 - アフリカネイションズカップ2013
- 2014年 - 2014 FIFAワールドカップ
- 2015年 - アフリカネイションズカップ2015（優勝）

### 代表
- 国際Aマッチ 102試合 19得点（2004年-2015年）[42]

| コートジボワール代表 | 国際Aマッチ | 国際Aマッチ |
| 年                   | 出場        | 得点        |
| -------------------- | ----------- | ----------- |
| 2004                 | 3           | 0           |
| 2005                 | 2           | 0           |
| 2006                 | 15          | 1           |
| 2007                 | 5           | 1           |
| 2008                 | 10          | 1           |
| 2009                 | 9           | 2           |
| 2010                 | 13          | 2           |
| 2011                 | 5           | 2           |
| 2012                 | 10          | 1           |
| 2013                 | 10          | 6           |
| 2014                 | 10          | 2           |
| 2015                 | 10          | 1           |
| 通算                 | 102         | 19          |

### 得点
| #   | 日時           | 場所                   | 対戦相手         | スコア | 最終結果 | 大会                               |
| --- | -------------- | ---------------------- | ---------------- | ------ | -------- | ---------------------------------- |
| 1.  | 2006年1月24日  | カイロ                 | リビア           | 1-2    | 1-2      | アフリカネイションズカップ2006     |
| 2.  | 2007年6月3日   | ブアケ                 | マダガスカル     | 3-0    | 5-0      | アフリカネイションズカップ2008予選 |
| 3.  | 2008年1月25日  | セコンディ・タコラディ | ベナン           | 2-0    | 4-1      | アフリカネイションズカップ2008予選 |
| 4.  | 2009年6月20日  | ワガドゥグー           | ブルキナファソ   | 0-1    | 2-3      | 2010 FIFAワールドカップ予選        |
| 5.  | 2009年9月5日   | アビジャン             | ブルキナファソ   | 3-0    | 5-0      | 2010 FIFAワールドカップ予選        |
| 6.  | 2010年6月25日  | ネルスプロイト         | 北朝鮮           | 0-1    | 0-3      | 2010 FIFAワールドカップ            |
| 7.  | 2010年9月4日   | アビジャン             | ルワンダ         | 1-0    | 3-0      | アフリカネイションズカップ2012予選 |
| 8.  | 2011年8月10日  | ジュネーヴ             | イスラエル       | 1-0    | 4-3      | 親善試合                           |
| 9.  | 2011年10月7日  | アビジャン             | ブルンジ         | 2-1    | 2-1      | アフリカネイションズカップ2012予選 |
| 10. | 2012年2月4日   | マラボ                 | 赤道ギニア       | 0-2    | 0-2      | アフリカネイションズカップ2012     |
| 11. | 2012年1月22日  | ルステンブルク         | トーゴ           | 1-0    | 2-1      | アフリカネイションズカップ2013     |
| 12. | 2013年1月26日  | ルステンブルク         | チュニジア       | 2-0    | 3-0      | アフリカネイションズカップ2013     |
| 13. | 2013年3月23日  | アビジャン             | ガンビア         | 2-0    | 3-0      | 2014 FIFAワールドカップ予選        |
| 14. | 2013年6月8日   | バカウ                 | ガンビア         | 0-3    | 0-3      | 2014 FIFAワールドカップ予選        |
| 15. | 2013年6月15日  | ダルエスサラーム       | タンザニア       | 1-2    | 2-4      | 2014 FIFAワールドカップ予選        |
| 16. | 2013年6月15日  | ダルエスサラーム       | タンザニア       | 2-3    | 2-4      | 2014 FIFAワールドカップ予選        |
| 17. | 2014年9月10日  | ヤウンデ               | カメルーン       | 1-1    | 4-1      | アフリカネイションズカップ2015予選 |
| 18. | 2014年10月15日 | アビジャン             | コンゴ民主共和国 | 1-1    | 3-4      | アフリカネイションズカップ2015予選 |
| 19. | 2015年2月4日   | バタ                   | コンゴ民主共和国 | 0-1    | 1-3      | アフリカネイションズカップ2015     |

## タイトル

### クラブ
オリンピアコス
- ギリシャ・スーパーリーグ: 2005-06
- キペロ・エラーダス: 2005-06

バルセロナ
- ラ・リーガ: 2008-09, 2009-10
- コパ・デル・レイ: 2008-09
- スーペルコパ・デ・エスパーニャ: 2009
- UEFAチャンピオンズリーグ: 2008-09
- UEFAスーパーカップ: 2009
- FIFAクラブワールドカップ: 2009

マンチェスター・シティ
- プレミアリーグ: 2011-12, 2013-14, 2017-18
- FAカップ: 2010-11
- フットボールリーグカップ: 2013-14, 2015-16
- FAコミュニティ・シールド: 2012

青島黄海
- 中国サッカー・甲級リーグ: 2019

### 代表
コートジボワール代表
- アフリカネイションズカップ: 2015

### 個人
- アフリカ年間最優秀選手賞: 2011, 2012, 2013, 2014
- BBCアフリカ年間最優秀サッカー選手賞: 2013, 2015
- PFA年間ベストイレブン: 2011-12, 2013-14
- マンチェスター・シティ チームMVP: 2013-14